# Метансульфонил фторид
Метансульфонилфторид — химическое соединение с формулой (CH3FO2S).

## Производство
Метансульфонилфторид может быть получен взаимодействием метансульфонилхлорида с  фторидами, такими как фторид аммония или фторид калия.
{\displaystyle {\ce {CH_3SO_2Cl + NH_4F -> CH_3FO_2S + NH_4Cl}}}
Этот тип синтеза был проведен в 1932 году У. Дэвисом и Дж. Х. Диком с  фторидом цинка.

## Свойства
Метансульфонил фторид — это чувствительная к влаге жидкость от бесцветного до желтоватого цвета с неприятным запахом, которая разлагается в воде.

## Опасность пожара
При нагревании до разложения выделяет очень токсичные пары  фторидов и  оксидов серы.

## Использование
Метансульфонилфторид действует как ингибитор  ацетилхолинэстеразы и изучается в качестве средства лечения  болезни Альцгеймера. Это ингибитор тромбина. Он также использовался как инсектицидный фумигант.